# Ferores
Ferores (en llatí Pheroras, en grec antic Φερώρας, circa 68 aC - circa 5 aC) nascut a Mareshah (Regne de Judà), va ser el fill petit d'Antípater i germà d'Herodes el Gran.
Es va casar en un primer matrimoni amb una germana de Mariamne I, filla d'Alexandre Asmoneu i esposa d'Herodes, que probablement va organitzar el matrimoni. Quan aquesta dona va morir el seu germà la va voler casar amb la seva filla gran, Salampsio, filla també de Mariamne, però Ferores tenia un afecte especial per una esclava, i estava subjugat pels seus encants, i es va negar a aquest matrimoni. Més tard, Herodes li va demanar que es casés amb una altra filla seva, Cipros, i al principi Ferores va acceptar. Però al cap d'un temps s'hi va negar i es va casar amb l'esclava, que odiava a Herodes i va participar en algunes intrigues contra ell.
Ferores va ser un bon militar i company d'armes d'Herodes, que li va encarregar de restaurar la fortalesa d'Alexandreum, al nord de Jericó.